# أداء الحاسوب
في الحوسبة، أداء الحاسوب هو كمية العمل الذي ينجزه نظام الحاسوب. خارج سياقات محددة، يُقدر أداء الحاسوب حسب الدقة والفعالية وسرعة تنفيذ تعليمات برامج الحاسوب. عندما يتعلق الأمر بأداء الحاسوب العالي، يكون هناك عامل واحد أو أكثر من العوامل المؤثرة التالية:
- زمن استجابة قصير للقيام بجزء من العمل.
- معدل إنتاجية عالٍ (معدل العمل المُعالَج).
- استخدام منخفض لموارد الحوسبة.
- توافرية عالية لنظام أو تطبيق الحوسبة.
  - ضغط وفك ضغط سريع للبيانات (أو مُدمجة للغاية).
- عرض نطاق عالٍ.
- زمن قصير لنقل البيانات.

## التعاريف التقنية وغير التقنية
يمكن تقييم أداء أي حاسوب من خلال شروط تقنية وقابلة للقياس، وذلك باستخدام واحدة أو أكثر من المقاييس المُدرجة أعلاه. بهذه الطريقة يمكن أن يكون هذا الأداء:
- مقارنة نسبية مع أنظمة أخرى أو مع النظام نفسه قبل/ بعد التغيير.
- محققًا للشروط الأساسية، كتحقيق الالتزامات التعاقدية.

في حين أن التعريف أعلاه خاص بنهج علمي وتقني، فإن التعريف التالي الذي طرحه آرنلد آلين يمكن أن يكون مفهومًا بالنسبة للقرّاء غير التقنيين:
تحمل كلمة أداء في مصطلح أداء الحاسوب المعنى ذاته لها في سياقات أخرى، والذي هو «ما مدى جودة أداء الحاسوب للعمل المطلوب منه أداؤه؟».

### من ناحية جودة البرمجيات
يعتبر أداء برمجيات الحاسوب، خصوصًا زمن استجابة التطبيقات البرمجية، أحد الجوانب المهمة في جودة البرمجيات المتعلقة بتفاعلات الحاسوب والإنسان.

## هندسة الأداء
تعتبر هندسة الأداء جزءًا من هندسة النظم، وتضم مجموعة القواعد والمهارات والنشاطات والممارسات والأدوات والمخرجات الفعلية المطبقة على كل مرحلة من مراحل دورة حياة تطور النظم التي تضمن أن الحل سيُصمم ويُحقق ويُدعم من الناحية التشغيلية لتحقيق متطلبات الأداء المُحددة للحل.
تتعامل هندسة الأداء بشكل مستمر مع تفضيلات بين أنواع الأداء. يمكن أن يجد مصمم المعالج عادةً طريقةً ما لجعل المعالج ذي أداء كلي أفضل من خلال تحسين أحد جوانب الأداء المشروحة لاحقًا، دون خفض أداء المعالج في أماكن أخرى. على سبيل المثال تصنيع المعالج باستعمال ترانزستورات أفضل وأسرع.
من ناحية ثانية، فإن دعم جانب واحد من جوانب الأداء ليصل إلى أقصاه يمكن أن يؤدي إلى الحصول على معالج بأداء كلي أسوأ، لأنه قد ضُحّي بالجوانب الأخرى المهمة للحصول على رقم واحد مثير للاهتمام، مثال على ذلك معدل الساعة لشريحة المعالج.

### هندسة أداء التطبيقات
هندسة أداء التطبيقات (إيه بي إيه) هي منهجية محددة في هندسة الأداء، مصممة لمواجهة التحديات المرتبطة بأداء التطبيقات في بيئات تكنولوجيا المعلومات الموزعة المحمولة والسحابية والأرضية. تشمل مجموعة القواعد والمهارات والنشاطات والممارسات والأدوات والمخرجيات الفعلية المطبقة في كل مرحلة من دورة حياة التطبيق، والتي تضمن أن يصمم التطبيق ويُحقق ويُدعم من الناحية التشغيلية لتحقيق متطلبات الأداء غير الوظيفية.

## جوانب الأداء
تشمل مقاييس أداء الحواسيب (الأشياء القابلة للقياس) التوافرية، وزمن الاستجابة، وسعة القناة، وزمن الإنجاز، وزمن الانتظار، وزمن الخدمة، وعرض الحزمة، ومعدل الإنتاجية، والكفاءة، وقابلية التوسع، والأداء مُقاسًا بالواط، وضغط البيانات، وطول مسار التعليمات والتسريع. مؤشرات قياس أداء المعالج متوافرة.